# Bandera de Senegal
El origen de la bandera nacional de Senegal surge de la extinta Federación de Malí, cuya bandera era idéntica pero había una figura humana estilizada en negro en lugar de la estrella verde. La bandera consta de bandas verticales tricolores de iguales dimensiones, con los tradicionales colores panafricanos: verde (junto al mástil), amarillo y rojo. La bandera en su forma actual fue oficialmente adoptada el 20 de agosto de 1960.

## Simbolismo
El verde tiene tres razones para conocer el significado: para la población musulmana que simboliza el islam, para los cristianos simboliza la esperanza y para ateísmo, puede representar la fecundidad, el amarillo simboliza la riqueza mineral y los colores de arte, literatura y los intelectuales y finalmente el rojo simboliza el color de la vida, la sangre y el sacrificio de la nación y la lucha de determinación contra el subdesarrollo.[cita requerida]

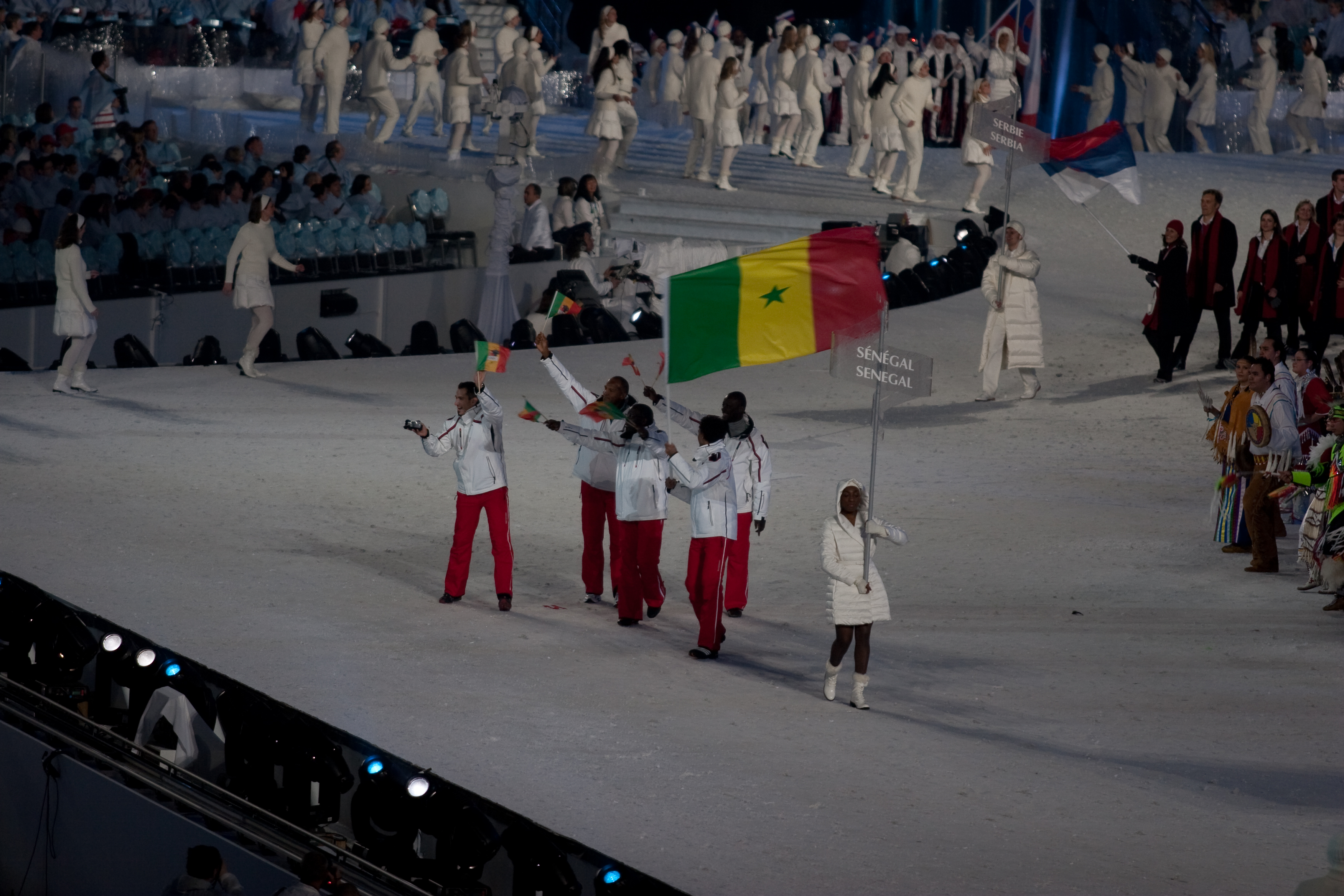
Equipo de Senegal en la ceremonia de apertura de los Juegos Olímpicos de Invierno de 2010 con bandera

## Estrella
- Muy presente en el simbolismo del África subsahariana, la estrella de cinco puntas marca la apertura de Senegal a los cinco continentes. Ella representa el cielo, por lo tanto los valores espirituales, particularmente entre un pueblo que no vive sólo de arroz y pan. Ella es verde para significar, más particularmente, la esperanza expresada por la joven independencia de la República de Senegal. El color Pantone y RGB son los mismos que los de la franja verde.

## Banderas históricas

Bandera del Senegal francés (25 de noviembre de 1958 - 4 de abril de 1959)
Bandera de Federación de Malí en la Comunidad Francesa (4 de abril de 1959 - 20 de agosto de 1960)

## Otras banderas

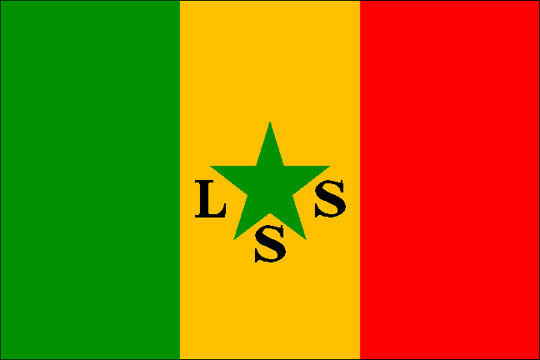
Estandarte del Presidente de la República de Senegal (1960-1980)
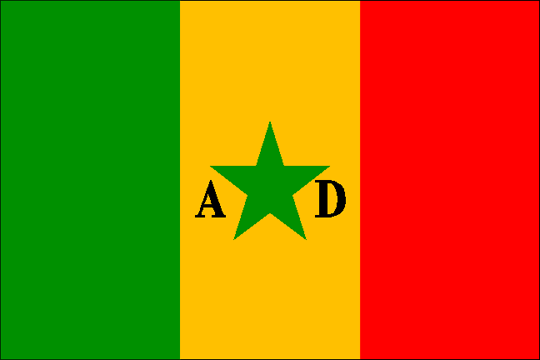
Estandarte del Presidente de la República de Senegal (1980-2000)
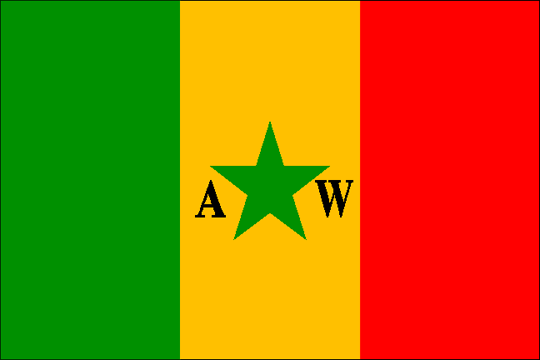
Estandarte del Presidente de la República de Senegal (2000-2012)

- Datos: Q134933
- Multimedia: Flags of Senegal / Q134933